# Protankyra similis
Protankyra similis is een zeekomkommer uit de familie Synaptidae. Deze soort leeft in mangrovebossen.
De wetenschappelijke naam van de soort werd in 1867 gepubliceerd door Karl Semper.